# Praia da Boca da Barra (Paraíba)
Encontro do Rio Camaratuba com o mar

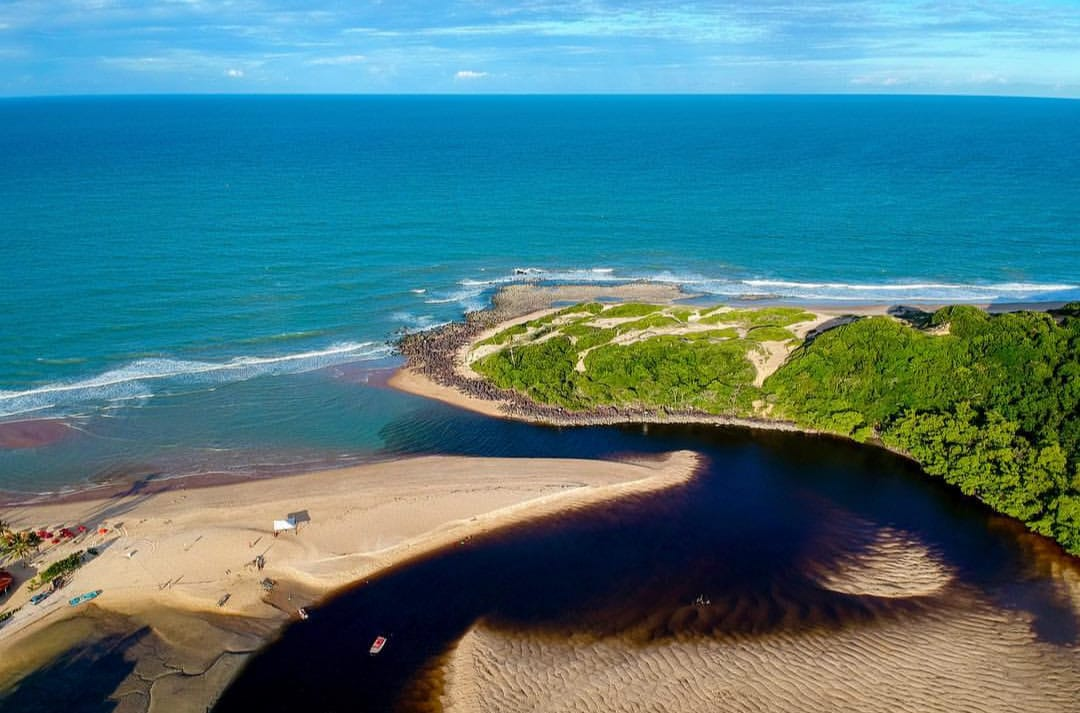
Vista da Praia de Boca da Barra.

A Praia da Boca da Barra é uma praia brasileira, localizada no distrito de Barra de Camaratuba na cidade de Mataraca no estado da Paraíba.  
Cuja distância é 110 quilômetros da capital João Pessoa. 
É o local de encontro das águas do Rio Camaratuba com o mar; além disso, a praia, boca da barra, na maré baixa, é um ótimo balneário, contando com salva-vidas que dão as informações necessárias a quem gosta de um banho de rio e asseguram a tranquilidade dos banhistas.

## Turismo
- É um braço de mar que se encontra com o Rio Camaratuba, um local de beleza esplendida natural; um dos passeios mais imersivos e que gera uma experiência incrível[3].
- A praia conta com dois quiosques, com serviços de bar e restaurante. O local também propicia a prática de surf em quase todo o ano, sendo, o melhor período, de janeiro a março.
- Para Kitesurf, o melhor período é de março a outubro, quando o vento predominante e mais intenso, o de Sudeste. O mês de agosto, em especial, é o período dos ventos mais fortes, entre 22 e 28 nós[1].
- É possível desfrutar as belezas naturaias do local com a família na época de maré baixa, quando a região se transforma em um ótimo balneário. Também existem salva-vidas no local para assegurar a tranquilidade dos banhistas[4].
- o endereço mais recomendado para famílias em área mais tranquila para banhos; bugues cortam longas faixas de areia até piscinas naturais que surgem na maré baixa, com o Rio Guaju como fronteira natural com terras potiguaras; e barcos indígenas de madeira fazem passeios que riscam canais interiores de águas calmas[2].
- bancada de coral na boca da barra para avistar animais marinhas, banho e relax nas “praias” de rio e almoço em restaurante local.